# 73465 Буонанно
73465 Буонанно (73465 Buonanno) — астероїд головного поясу.
Тіссеранів параметр щодо Юпітера — 3,295.